# Diego Gama
Diego Alberto Gama García (ur. 14 stycznia 1996 w Toluce) – meksykański piłkarz występujący na pozycji napastnika, od 2024 roku zawodnik Tlaxcali.
Jego ojciec Jorge Gama również był piłkarzem.

## Kariera klubowa
Gama pochodzi z miasta Toluca i jest wychowankiem tamtejszego klubu Deportivo Toluca, do którego seniorskiej drużyny został włączony jako osiemnastolatek przez szkoleniowca José Cardozo. Pierwszy mecz rozegrał w niej 6 sierpnia 2014 z drugoligową Méridą (1:1) w ramach krajowego pucharu (Copa MX), zaś w Liga MX zadebiutował cztery dni później, w zremisowanym 0:0 spotkaniu z Universidadem de Guadalajara. Występował jednak niemal wyłącznie w lidze meksykańskiej do lat dwudziestu, będąc tam wyróżniającym się graczem rozgrywek. W sierpniu 2014 na zasadzie rocznego wypożyczenia przeniósł się do drużyny juniorskiej hiszpańskiego Atlético Madryt, w której barwach dotarł do ćwierćfinału Ligi Młodzieżowej UEFA.
| Sezon     | Klub             | Kraj      | Rozgrywki        | Mecze    | Bramki   |
| --------- | ---------------- | --------- | ---------------- | -------- | -------- |
| 2013/2014 | Deportivo Toluca | Meksyk    | Liga MX          | 1        | 0        |
| 2014/2015 | Atlético Madryt  | Hiszpania | Primera División | juniorzy | juniorzy |
| 2015/2016 | Deportivo Toluca | Meksyk    | Liga MX          |          |          |

## Kariera reprezentacyjna
W maju 2015 Gama został powołany przez Sergio Almaguera do reprezentacji Meksyku U-20 na Mistrzostwa Świata U-20 w Nowej Zelandii. Tam pełnił jednak wyłącznie rolę rezerwowego, rozgrywając jedno z trzech możliwych spotkań (wszedł wówczas z ławki), zaś Meksykanie zanotowali wówczas bilans zwycięstwa i dwóch porażek, odpadając z młodzieżowego mundialu już w fazie grupowej.